# 가쓰마다정
가쓰마다정(勝間田町)은 오카야마현 가쓰타군에 설치되었던 정이다. 현재의 쇼오정에 해당한다.